# Par l'enfant
Par l'enfant è un cortometraggio muto del 1909 scritto e diretto da Camille de Morlhon. Fu il debutto cinematografico per l'attrice Léontine Massart

## Produzione
Il film fu prodotto dalla Pathé Frères

## Distribuzione
Fu distribuito dalla Pathé Frères.